# La Ballade de Davy Crockett
La Ballade de Davy Crockett (The Ballad of Davy Crockett) est une chanson composée par George Bruns et dont les paroles ont été écrites par Thomas W. Blackburn. Elle a été créée pour la série télévisée Davy Crockett produite par les studios Disney.

## Genèse
Le réalisateur Norman Foster n'avait pas tourné assez de scènes pour tenir une heure de programme et la date de diffusion approchant il a fallu chercher des moyens de combler les trous. Walt Disney propose alors une chanson, ce sera la Ballade de Davy Crockett écrite par Tom Blackburn. La musique est officiellement composée par George Bruns,.
Dave Smith indique que Buddy Baker a aidé Bruns à l'écriture des musiques de la série sans préciser si celle-ci en fait partie.
La chanson fait partie du catalogue de la Wonderland Music Company, filiale de la Walt Disney Company.
Son premier interprète est le groupe The Mellowmen. La chanson est  immédiatement reprise par Bill Hayes, Tennessee Ernie Ford et quelques autres. Par la suite, elle sera enregistrée notamment par Eddy Arnold, Louis Armstrong ou Asleep at the Wheel.
La chanson a tenu 16 semaines à la première place du Hit Parade dans les années 1950.
Une version française aux paroles écrites par Francis Blanche a été interprétée par Annie Cordy (1956, Columbia / Pathé-Marconi ESRF 1077) ainsi que par Jacques Hélian et son Orchestre (1956), Serge Singer la même année, puis reprise par Chantal Goya (1976), par Douchka (1985) et Patrick Simpson Jones (1986) [crédits Georges Bruns et Francis Blanche].|
La chanson a été reprise par Louis Armstrong et enregistrée le 16 mai 1968.

## Au cinéma
- Le titre peut être entendu dans le film Retour vers le futur (1985) (lorsque Marty se promène dans le Hill Valley de 1955, la chanson est diffusée au Lou's Café.)
- Le titre figure sur la bande-originale de Fantastic Mr. Fox de Wes Anderson (2009).